# تيد كونور
تيد كونور (بالإنجليزية: Ted Connor)‏ (1884 بسالفورد في المملكة المتحدة - 1955) هو لاعب كرة قدم بريطاني (وحمل سابقاً جنسية المملكة المتحدة لبريطانيا العظمى وأيرلندا) في مركز مهاجم داخلي. لعب مع مانشستر يونايتد ونادي بوري ونادي تشيسترفيلد ونادي فولهام.